# Pilosocereus arrabidae
Pilosocereus arrabidae ist eine Pflanzenart in der Gattung Pilosocereus aus der Familie der Kakteengewächse (Cactaceae).

## Beschreibung
Pilosocereus arrabidae wächst strauchig, ist meist stammlos, verzweigt nahe der Basis und erreicht Wuchshöhen von 1 bis 4 Metern. Die geraden, nach oben hin leicht gebogenen, gelblich grünen bis dunkelgrünen Triebe haben Durchmesser von 4,5 bis 9,5 Zentimetern und sind nur wenig verholzt. Es sind 5 bis 8 Rippen mit schiefen Querfurchen vorhanden. Die Areolen, aus denen Haare entspringen können, stehen auf deutlich ausgeprägten Höckern. Die anfangs durchscheinenden Dornen werden braun bis gräulich. Von den meist 2 bis 4 Mitteldornen ist einer oft aufsteigend und zwei abstehend. Sie sind 1,5 bis 4 Zentimeter lang. Die 7 bis 10 ausgebreiteten Randdornen sind 2 bis 20 Millimeter lang. Ein blühfähiger Teil der Triebe ist nicht ausgeprägt.
Die trichterförmigen Blüten erscheinen entlang der Trieblänge. Sie sind 6 bis 7 Zentimeter lang und weisen Durchmesser von 4 bis 5 Zentimetern auf. Die niedergedrückt kugelförmigen Früchte reißen seitlich auf, sind 3 bis 5 Zentimeter lang und enthalten ein magentafarbenes Fruchtfleisch.

## Systematik, Verbreitung und Bedrohung
Pilosocereus arrabidae ist in den brasilianischen Bundesstaaten Rio de Janeiro, Espírito Santo und Bahia in Höhenlagen bis zu 100 Metern verbreitet.
Die Erstbeschreibung als Pilocereus arrabidae wurde 1862 von Charles Lemaire veröffentlicht. Ronald Stewart Byles und Gordon Douglas Rowley stellten die Art 1957 in die Gattung Pilosocereus. Weitere nomenklatorische Synonyme sind Cephalocereus arrabidae (Lem.) Britton & Rose (1920), Cereus arrabidae (Lem.) A.Berger (1929) und Pseudopilocereus arrabidae (Lem.) Buxb. (1968).
Pilosocereus arrabidae wird in der Roten Liste gefährdeter Arten der IUCN als „Near Threatened (NT)“, d. h. gering gefährdet, eingestuft.

## Nachweise